# Трамвай № 23 (Москва)
23-й маршрут трамвая — трамвайный маршрут города Москвы, имеющий более чем столетнюю историю. Был запущен в 1909 году. На протяжении нескольких десятилетий являлся единственным трамвайным маршрутом, проходящим по Ленинградскому проспекту. В 2000-х годах участок линии вдоль Ленинградского проспекта был ликвидирован, несмотря на протесты местных жителей.
По данным на 2010 год протяжённость маршрута составляла 11,3 км, среднее время в пути — 31 минут. Маршрут обслуживается Краснопресненским трамвайным депо. Движение осуществлялось от проспекта Маршала Жукова до района Коптево, маршрут проходил мимо станции метро Войковская. С августа 2013 года в связи с восстановлением трамвайных путей от Улицы Панфилова до метро Сокол маршрут 23 вновь изменил свой маршрут. На данный момент движение осуществляется от метро «Сокол» до района Коптево. При движении в сторону Коптево трамвайный маршрут 23 заезжает на трамвайный круг около станции метро «Войковская», при движении в сторону «Сокола» проезжает мимо «Войковской» «по касательной».

## История
Впервые трамвайный маршрут № 23 появился в Москве в 1909 году, в то время он ходил от Лубянской площади до Рогожской заставы. Затем маршрут несколько раз менялся, полностью отменялся и вводился снова; более-менее близкий к нынешнему состоянию путь следования 23-й трамвай получил в 1933 году, он ходил из Покровского-Стрешнева (недалеко от нынешней станции метро «Щукинская») до Тверского бульвара. Путь трамвая в центре в 1930-е годы довольно часто менялся, а во время Великой Отечественной войны конечную перенесли из Покровского-Стрешнева в Михалково (куда трамвай ходит и в начале XXI века). С 1953 года трамвай идёт до Белорусского вокзала, а 16 февраля 1955 года трамвай пущен к станции метро «Краснопресненская».
11 августа 1973 года устанавливается маршрут следования от Михалково до Шмитовского проезда. Этот маршрут трамвая останется неизменным вплоть до 30 октября 2000 года.
30 октября 2000 года московское правительство принимает решение укоротить 23-й трамвайный маршрут до Ваганьковского кладбища в связи со строительством Третьего транспортного кольца. По отменяемой части маршрута от 2-го Боткинского проезда до Шелепихинского моста пустили новый автобусный маршрут № 152. Временная трасса кольца должна была пройти по улицам, где пролегал путь трамвая. Считалось, что он будет мешать этому временному движению. Когда работы на Третьем транспортном кольце были завершены, на улицах, где сняли пути, автомобильное движение стало малоинтенсивным.
26 мая 2002 года принимается решение о сокращении маршрута до 1-го Боткинского проезда. При этом предварительно планировалось сократить маршрут сразу до улицы Алабяна, но благодаря действиям москвичей (был проведён митинг в защиту трамвая) в 1-м Боткинском проезде построено новое кольцо, где оборачивался 23-й трамвай. Причиной закрытия стало строительства Третьего транспортного кольца на Беговой улице, где проходила выделенная трамвайная линия. В тот же год Краснопресненское трамвайное депо переведено в район Строгино.
Тем не менее, 25 декабря 2004 года 23-й маршрут укорачивается до улицы Алабяна. Изначально в вагонах объявлялось, что закрытие временное, в связи со строительством развязки Беговой улицы с Ленинградским проспектом, но затем в 2006 году линию разобрали и начали работы по реконструкции Ленинградского проспекта. По данным на март 2007 года восстановление линии на Ленинградском проспекте после реконструкции не планируется. По данным на ноябрь 2012 года восстановление линии на Ленинградском проспекте планируется в 2016 году.
С 25 октября 2008 года по 19 августа 2013 года в связи со строительством автомобильной развязки на пересечении Ленинградского и Волоколамского шоссе, улиц Алабяна и Балтийской и Ленинградского проспекта в рамках проекта «Большая Ленинградка», было прекращено движение от остановки «Улица Панфилова» до Метро «Сокол» (Улица Алабяна), также временно заменял движение 28 маршрута.

## Митинги в защиту 23-го трамвая
Общественной организацией «Москвичи за трамвай» проводилось три митинга в защиту 23-го трамвая.
Первый митинг прошёл 23 марта 2002 года (дата была выбрана по номеру маршрута), в митинге приняло участие около сотни человек. Тогда планировалось снятие линий от Ваганьковского кладбища до улицы Алабяна, но, возможно, благодаря митингу трамвай временно сохранили, до декабря 2004 года.
Второй митинг был проведён 10 июня 2003 года. Тогда уже действовало временное кольцо на 1-м Боткинском проезде. Участники митинга пытались добиться сохранения линии после реконструкции Ленинградского проспекта.
4 марта 2006 года прошёл последний митинг, в нём приняло участие более 100 человек. На тот момент линия на Ленинградском проспекте не действовала, часть контактной сети уже была снята. Несмотря на протесты, линию начинают разбирать спустя несколько месяцев после митинга.

## Текущее состояние маршрута
По данным на 2022 год 23-й маршрут обслуживается Краснопресненским трамвайным депо (№ 3), на маршрут выходят вагоны 71-911 «Львёнок-Москва», также на маршруте иногда бывают сочлененные трамваи 71-931М «Витязь-М». Протяжённость маршрута составляет 11,3 км.

### Путь следования и остановки
Маршрут проходит по Михалковской улице, Соболевскому проезду, улице Клары Цеткин, улице Зои и Александра Космодемьянских, 1-му Новоподмосковному переулку, улице Константина Царёва и Волоколамскому шоссе.
Остановки:
- Михалково (МЦК «Коптево»)
- Проезд Черепановых
- Соболевский проезд
- 3-й Михалковский переулок
- Коптевский рынок
- Коптевская улица
- Коптево
- Новопетровская улица
- Районный центр «Рассвет»
- 3-й Новоподмосковный переулок
- Школа имени Зои и Александра Космодемьянских
- Метро «Войковская» (только в сторону остановки «Михалково»)
- 1-й Новоподмосковный переулок (при следовании в сторону Сокола называется 1-й Новоподмосковный переулок — Станция метро «Войковская»)
- Мост Победы
- Улица Константина Царёва
- Улица Константина Царёва, 12
- МЦК «Стрешнево»
- Панфиловский путепровод
- Улица Панфилова
- Пищевой институт
- Гидропроект
- Станция Метро «Сокол» (улица Алабяна)

## Упоминания в искусстве
- «Двадцать третьего трамвая северный маршрут» упоминается в песне «Шалунья» Марка Фрейдкина.
- В художественном фильме «Укрощение огня» (1972).
- В художественном фильме «Лимита» (1994)
- В фильме «Старые клячи» главные героини фильма подъезжают на данном маршруте к Ваганьковскому кладбищу. При этом на лобовом стекле трамвая заметен трафарет с пунктами: Михалково — Шмитовский проезд. Однозначно эпизод был снят до 2000 года, которым датируется выход фильма в прокат.
- В телесериале «Возвращение Мухтара 2» (6-й сезон, 79-я серия);
- В рассказе Владимира Белоброва и Олега Попова «Му-му возвращается из ада»:

Друзья вышли к площади перед станцией метро «Сокол» и встали у остановки двадцать третьего трамвая.
— Эти рельсы приведут нас в неизвестное, — сказал Женька отвлеченно.
— Чего там неизвестного? Все известно — остановка «Площадь Марины Расковой», потом «Аптека», потом «Академия», потом «Аэропорт» потом «ЦСКА», потом «Аэровокзал» и так далее до «Ипподрома».
Женька посмотрел на друга свысока, хотя был ниже.
— Некоторые идут трамвайными путями, а другие выбирают свободу и волю.